# Fotbalový Klub Teplice
Il Fotbalový Klub Teplice, conosciuto più semplicemente come Teplice, è una società calcistica ceca con sede nella città di Teplice. Il club è stato fondato subito dopo la fine della seconda guerra mondiale nel 1945.

## Storia
Nel periodo in cui esisteva la Cecoslovacchia, il Teplice ha sempre navigato tra la prima e la seconda divisione del campionato.
Con la Rivoluzione di velluto e il conseguente arrivo degli sponsor il Teplice è risalito nel 1996 nella massima serie ceca vincendo la Coppa nazionale nel 2003. Nell'edizione del 2004 della Coppa UEFA la squadra si è fermata al terzo turno contro il Celtic, dopo aver battuto il Kaiserslautern e il Feyenoord. Nel 2003, alla guida di František Straka, il Teplice vince la sua prima competizione nazionale, battendo per 1-0 lo Jablonec nella finale di coppa.
Nella stagione 2004-05 il Teplice si è classificato al terzo posto a pari merito con lo Slavia Praga giunto secondo, ottenendo di diritto la qualificazione all'edizione della Coppa UEFA del 2004-05. La squadra poi è stata eliminata dall'Espanyol (1-1; 0-2). Alla fine della stagione 2005-06 la squadra si è classificata al quarto posto della Gambrinus Liga.
Il suo giocatore più rappresentativo è stato probabilmente Edin Džeko, ceduto al Wolfsburg per 2.5 milioni di euro.
Nel 2009 il Teplice vince la sua seconda coppa nazionale sconfiggendo in finale lo Slovácko per 1-0 con il tecnico Jiří Plíšek.

## Cronistoria
- 1945 — Sportovní klub Teplice-Šanov
- 1948 — Sokol Teplice
- 1949 — Základní sportovní jednota Technomat Teplice
- 1951 — Základní sportovní jednota Vodotechna Teplice
- 1952 — Základní sportovní jednota Ingstav Teplice
- 1953 — Dobrovolná sportovní organizace Tatran Teplice
- 1960 — Tělovýchovná jednota Slovan Teplice
- 1966 — Tělovýchovná jednota Sklo Union Teplice
- 1991 — Tělovýchovný fotbalový klub Vojenská tělovýchovná jednota Teplice
- 1993 — Fotbalový klub Frydrych Teplice
- 1994 — Fotbalový klub Teplice

## Allenatori
- Gustav Weiser (1929-30 settembre 1933)
- Rudolf Krčil (1947-1948; 1952-1960)
- Rudolf Vytlačil	(1948-31 dicembre 1950)
- Antonín Rýgr (1966-1970; 1973-1977)
- Josef Forejt (1970-1973)
- František Cerman (1981-1983; 1987-1989; 1993-1997)
- Jiří Rubáš (1986-1987)
- Milan Bokša (1991-1993)
- Josef Pešice (1997-2000)
- Petr Rada (2000-2001; 2007-2008; 2011-2012; 17 febbraio-luglio 2015)
- Michal Bílek (5 marzo-30 giugno 2001)
- Dušan Uhrin (luglio-5 novembre 2001)
- František Cipro (6 novembre 2001-30 settembre 2002)
- František Straka (luglio 2002-29 marzo 2004)
- Jiří Nevrlý (luglio 2003-luglio 2004)
- Vlastislav Mareček (2004-2007)
- Svatopluk Habanec (2004-2006)
- Jiří Plíšek (21 luglio 2008-2011)
- Lukáš Přerost (luglio-1 ottobre 2012)
- Zdeněk Ščasný (2 ottobre 2012-16 febbraio 2015)
- David Vavruška (2015-2016)
- Daniel Šmejkal (2016-)

## Calciatori

### Vincitori di titoli
Campioni d'Europa
- Přemysl Bičovský (Jugoslavia 1976)

## Palmarès

### Competizioni nazionali
- Coppa della Repubblica Ceca: 2

2002-2003, 2008-2009

### Competizioni internazionali
- Coppa Intertoto: 3

1970, 1973, 1976

### Altri piazzamenti
- Campionato cecoslovacco:

Terzo posto: 1952, 1970-1971
- Coppa di Cecoslovacchia:

Finalista: 1976-1977
Semifinalista: 2011-2012
- Campionato ceco:

Secondo posto: 1998-1999
Terzo posto: 2004-2005
- Coppa della Repubblica Ceca:

Semifinalista: 1994-1995, 2014-2015, 2020-2021
- Druhá Liga:

Secondo posto: 1995-1996
- Česka fotbalová liga:

Secondo posto: 1992-1993
- Coppa Intertoto UEFA:

Semifinalista: 2002
- Coppa Mitropa:

Finalista: 1968-1969
Terzo posto: 1983-1984

## Organico

### Rosa 2023-2024
| N. |                       | Ruolo | Calciatore       |
| -- | --------------------- | ----- | ---------------- |
| 1  | Slovacchia (bandiera) | P     | Luděk Němeček    |
| 2  | Rep. Ceca (bandiera)  | D     | Albert Labík     |
| 3  | Rep. Ceca (bandiera)  | D     | Josef Švanda     |
| 4  | Rep. Ceca (bandiera)  | D     | Štěpán Chaloupek |
| 6  | Rep. Ceca (bandiera)  | C     | Michal Bilek     |
| 7  | Rep. Ceca (bandiera)  | A     | Daniel Fila      |
| 11 | Rep. Ceca (bandiera)  | C     | Filip Havelka    |
| 12 | Egitto (bandiera)     | A     | Mohamed Yasser   |
| 15 | Rep. Ceca (bandiera)  | C     | Petr Hronek      |
| 16 | Ucraina (bandiera)    | C     | Yegor Tsykalo    |
| 17 | Slovacchia (bandiera) | A     | Roman Čerepkai   |
| 18 | Serbia (bandiera)     | D     | Nemanja Mićević  |
| 19 | Rep. Ceca (bandiera)  | C     | Robert Jukl      |
| 20 | Rep. Ceca (bandiera)  | C     | Daniel Trubač    |

| N. |                       | Ruolo | Calciatore        |
| -- | --------------------- | ----- | ----------------- |
| 21 | Rep. Ceca (bandiera)  | C     | Jakub Křišťan     |
| 22 | Rep. Ceca (bandiera)  | D     | Jakub Hora        |
| 23 | Rep. Ceca (bandiera)  | C     | Lukáš Mareček     |
| 25 | Senegal (bandiera)    | A     | Abdallah Gning    |
| 26 | Rep. Ceca (bandiera)  | C     | Jakub Urbanec     |
| 27 | Rep. Ceca (bandiera)  | D     | Ondřej Kričfaluši |
| 28 | Rep. Ceca (bandiera)  | D     | Jan Knapík        |
| 29 | Slovacchia (bandiera) | C     | Samuel Bednár     |
| 30 | Rep. Ceca (bandiera)  | P     | Tomáš Grigar      |
| 33 | Rep. Ceca (bandiera)  | P     | Richard Ludha     |
| 35 | Rep. Ceca (bandiera)  | C     | Matěj Radosta     |
| 46 | Rep. Ceca (bandiera)  | C     | Marek Beránek     |
|    | Rep. Ceca (bandiera)  | D     | Michael Lüftner   |